# 1828 w polityce

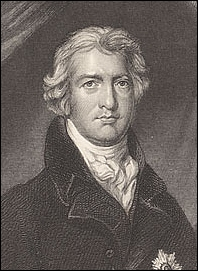
Robert Jenkinson

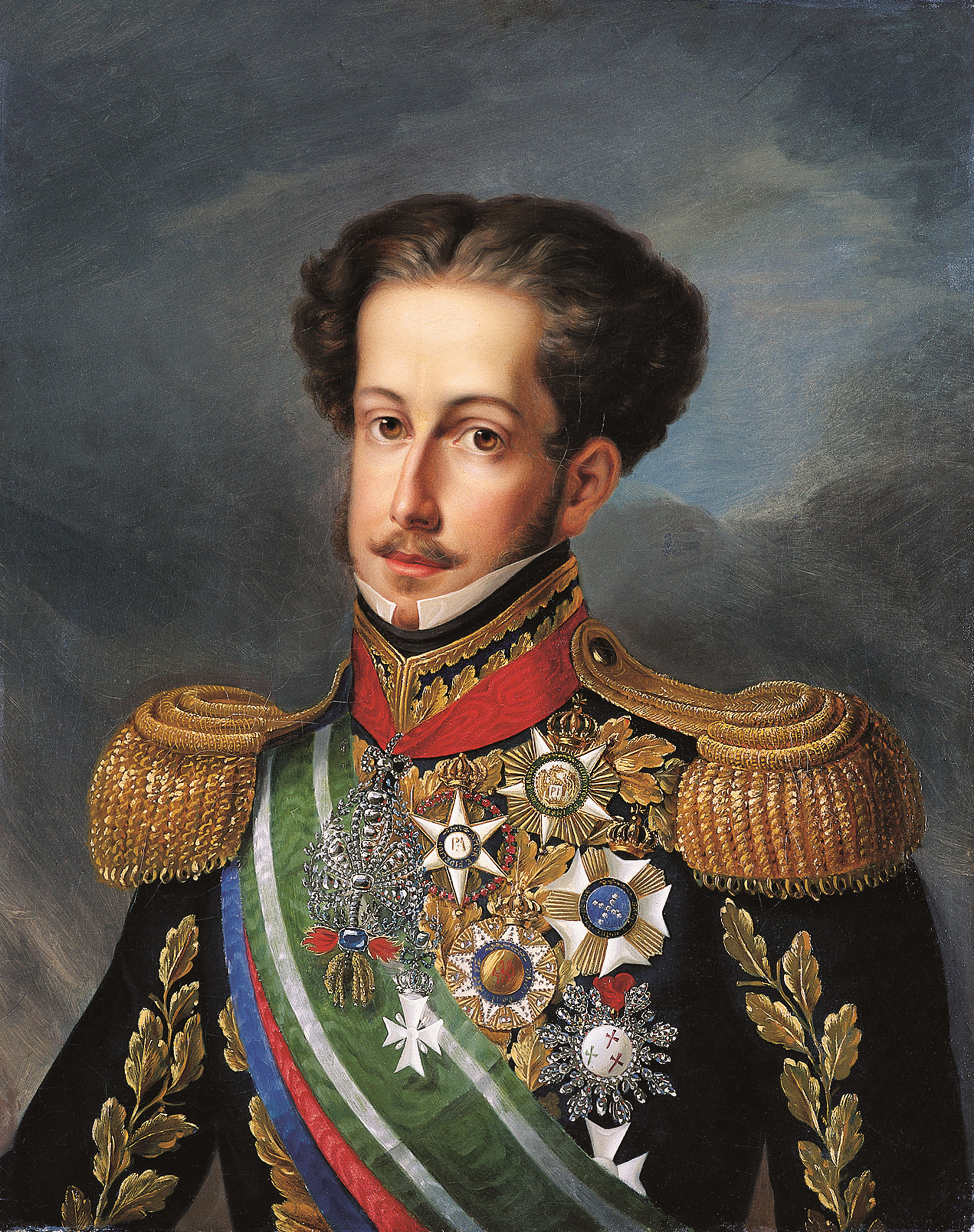
Piotr I, cesarz Brazylii i król Portugalii

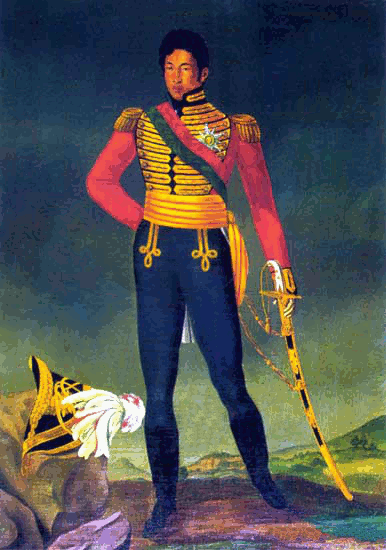
Philippe-Auguste Ramanankirahina, Portret Radamy I

Wydarzenia polityczne w 1828 roku.

## Wydarzenia
- 9 lutego - w nocy zawarty został został traktat pokojowy w Turkmenczaj, kończący wojnę rosyjsko-perską: Persja zrzeka się na rzecz Rosji wilajetu erewańskiego i wilajetu nachiczewańskiego oraz zobowiązuje zapłacić 20 mln rubli w srebrze tytułem kontrybucji; na mocy traktatu jedynie Rosja mogła posiadać flotę wojenną na Morzu Kaspijskim i uzyskała korzystne przywileje handlowe i celne w Persji[1][2],
- 26 maja w Norymberdze odnaleziony został Kaspar Hauser, człowiek o nieustalonym pochodzeniu, więziony od dzieciństwa[3].
- 28 maja Piotr I, cesarz Brazylii, abdykuje jako król Portugalii[4].
- Arthur Wellesley, 1. książę Wellington został premierem[5].

## Urodzili się
- Adam Stanisław Sapieha, polityk galicyjski[6].
- Ferdynand Władysław Czaplicki, powstaniec styczniowy[7].
- 23 kwietnia Albert I Wettyn, król Saksonii[8].

## Zmarli
- 13 stycznia Theodore Foster, amerykański prawnik i polityk, senator[9].
- Aleksandros Ipsilantis, grecki bojownik[10].
- 11 lutego DeWitt Clinton, amerykański polityk[11].
- 25 lutego Dominik Lentini, błogosławiony Kościoła katolickiego[12].
- 7 marca Richard Stockton, amerykański prawnik i polityk[13].
- 19 kwietnia Kirił Bagration, rosyjski generał pochodzenia gruzińskiego[14].
- 5 maja Kajetan Dominik Kalinowski, polski prawnik i finansista[15].
- John Oxley, brytyjski odkrywca[16].
- 17 lipca John Montgomery, amerykański polityk[17].
- 23 czerwca John Campbell, amerykański polityk[18].
- 25 sierpnia, Robert Trimble, amerykański prawnik, sędzia sądu najwyższego[19].
- 6 września Theodorus Bailey, amerykański polityk[20].
- 2 listopada Thomas Pinckney, amerykański wojskowy i dyplomata[21].
- 4 grudnia Robert Jenkinson, premier Wielkiej Brytanii[22].
- 17 grudnia William Jackson, polityk amerykański[23].
- Filip Jan Libiszowski, uczestnik konfederacji targowickiej[24].
- Aleksander Jan Konstanty Norblin, rzemieślnik, protoplasta rodu przemysłowców[25].
- Radama I, władca Madagaskaru[26].